# Пресечно (Добє)
Пресечно (словен. Presečno) — поселення в общині Добє, Савинський регіон, Словенія. Висота над рівнем моря: 587,8 м.